# Hirtodrosophila hirticornis
Hirtodrosophila hirticornis är en tvåvingeart som först beskrevs av Meijere 1914.  Hirtodrosophila hirticornis ingår i släktet Hirtodrosophila och familjen daggflugor. Inga underarter finns listade i Catalogue of Life.